# Runenstein 4 von Østermarie
Der Runenstein 4 von Østermarie (dänisch Østermarie-sten 4 – auch Brohuse-stenen; DR 393 oder DK Bh 54 genannt) besteht aus zwei Fragmenten, die 1866 unter dem Material der Brohusebro (Brücke) gefunden wurden. Der Stein steht seit 1870 in einem kleinen Hain südlich der Brücke, bei Gyldensø, östlich von Østermarie auf der dänischen Ostseeinsel Bornholm. Sein Erhaltungszustand ist gut.
Der Stein aus Granit ist 2,25 m hoch, 65 cm breit und 20 bis 32 cm dick.
Der unverzierte Runenstein gehört zur Gruppe der späten Bornholmer Steine aus der Übergangszeit zwischen der Wikingerzeit (800 bis 1050 n. Chr.) und dem älteren Mittelalter (1075–1125 n. Chr.).
Die Inschrift auf der Schmalseite lautet: „Bove hat den Stein nach Thykil / Thorkel geschnitzt“. Die Inschriftformel auf Bh 54 ist für Bornholmer Runensteine untypisch. Atypisch ist auch der Ort der Inschrift an den Schmalseiten des Steins. Die Inschrift beginnt unten.